# 堀潤激論サミット
『堀潤激論サミット』（ほりじゅんげきろんサミット）は、TOKYO MXで2023年4月3日から放送している討論番組である。

## 番組概要
堀潤モーニングFLAGの放送時間拡大に伴い、2023年4月3日から放送開始。堀潤モーニングFLAG直後の朝8:00のほか、放送当日の20:30にも再放送する。地上波のほか、TVerにも配信する。
堀潤モーニングFLAGの終了で2024年9月30日からレギュラー番組に昇格し、放送時間は平日20:57に変更した。枠移動後は関連番組『堀潤 Live Junction』と放送枠が接続していないが、堀潤 Live Junctionのコメンテーターが引き続き本番組にも出演している。